# Gertrud Dahlgren
Gertrud Dahlgren (1931–2009) fue una botánica, y taxónoma sueca. Nació en Klippan, Escania, y después de graduarse por la Universidad de Helsingborg, continuó por la Universidad de Lund donde obtuvo su licenciatura. Y allí mismo, el M.Sc. en química y biología. Se casó con el botánico Rolf Dahlgren (1932–1987), quién murió en un siniestro automovilístico. La pareja tuvo tres niños, Susanna, Helena y Fredrik. Falleció en diciembre de 2009, con 78 años.

## Carrera
En Lund, Gertrud siguió estudios en botánica sistemática. Henning Weimarck, quién era catedrático en botánica sistemática, había iniciado una línea nueva de investigaciones, a mediados de los 1950s, el campo de la biosistemática, que se convertiría en el campo elegido por Gertrud Dahlgren y recibiría así atención internacional. Obtuvo su Ph.D. en 1967, por su trabajo en el genus Sanguisorba, y en particular en dos especies sueca, S. officinalis Y S. minor. Fue nombrada como profesora asociada en Lund, y continuó su trabajo en biosistemática, con especial interés en Ranunculus  y Erodium, y editando un texto en botánica sistemática (más tarde traducido al alemán). En 1979, fue nombrada jefa del Departamento de botánica sistemática en Lund, una posición que mantuvo hasta 1987 cuando, tras la muerte de su marido, volvió a continuar su trabajo en taxonomía de angiospermas. En 1992, fue elegida a la Kungliga Fysiografiska Sällskapet i Lund (Real Sociedad Fisiográfica, en Lund).

## Algunas publicaciones
- Dahlgren, Gertrud; Cronberg, Nils (1996). Dahlgren, Gertrud; Cronberg, Nils (1996). «Species differentiation and relationships in Ranunculus subgenus Batrachium (Ranunculaceae) elucidated by isozyme electrophoresis.». Symbolae Botanicae Upsaliensis 31 (3): 91-104. (3): 91–104.
- Dahlgren, Gertrud, ed. (1976). Gertrud Dahlgren, ed. (1976). Systematisk botanik [Systematische Botanik] (en inglés) (2ª edición). Lund: LiberLäromedel. p. 260. ISBN 9140039668.
- Dahlgren, Gertrud (julio de 1989). Dahlgren, Gertrud (julio de 1989). «An updated angiosperm classification». Botanical Journal of the Linnean Society 100 (3): 197-203. doi:10.1111/j.1095-8339.1989.tb01717.x. (3): 197–203. doi:10.1111/j.1095-8339.1989.tb01717.x.
- 1989. The last Dahlgrenogram: System of classification of the dicotyledons. p. 249-260, en K. Tan, R. R. Mill & T. S. Elias (eds.) Taxonomía de Planta, fitogeografía y temas relacionados. Prensa Universitaria, Edimburgo.
- 1991. Steps toward a natural system of the Dicotyledons: Embryological characters. Aliso 13: 107-165.